# 백세인

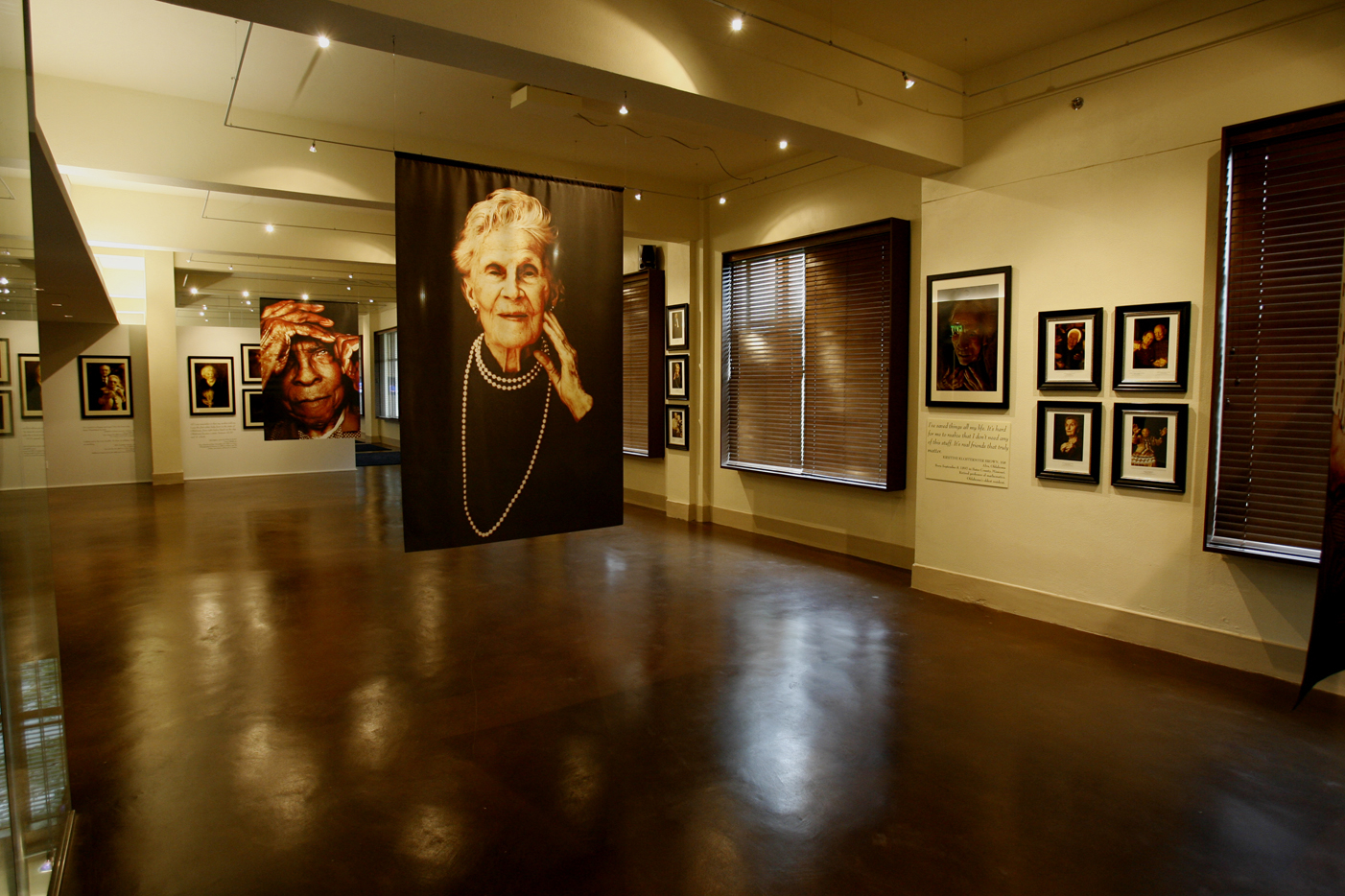
오클라호마 유산 협회 털사 월드 갤러리에 있는 메리 제인 알렉산더의 100세 이상 노인 초상화

백세인(百世人, 영어: centenarian)은 100년 이상 생존한 사람을 말한다. 전 세계적으로 기대 수명이 100년 미만이기 때문에 이 용어는 항상 장수와 관련이 있다. 2012년 유엔은 전 세계적으로 316,600명의 100세 이상 노인이 있다고 추정했다. 세계 인구와 평균 수명이 계속 증가함에 따라 100세 이상 노인의 수는 21세기에 크게 증가할 것으로 예상된다. 영국 통계청에 따르면 2013년 영국에서 태어난 아기의 1/3이 100세까지 살 것으로 예상된다.
UN은 현재 573,000명의 100세 노인이 있는 것으로 추정하며, 이는 2000년의 151,000명 추정치의 거의 4배이다. 다른 소식통은 그 수가 백만에 가까울 수 있다고 제안한다. 2008년 일본의 100세 이상 노인 발생률은 3,522명당 1명이었다. 일본에서는 100세 이상 노인의 수가 여성에게 크게 치우쳐 있다. 2016년 회계연도에 일본의 100세 이상 노인 여성은 57,525명, 남성은 8,167명으로 7:1의 비율이었다. 100세 이상 노인의 증가율은 11.6:1로 더욱 치우쳤다.

## 같이 보기
- 백세인 명단
- 잔 칼망